# 한림로
한림로(Hallim-ro)는 제주특별자치도 제주시 한림읍 월령삼거리 에서 한경면 조수1리 교차로 를잇는 도로이다.

## 주요 경유지
제주특별자치도
- 제주시 한림읍

## 노선
| 이름              | 접속 노선                    | 소재지 | 소재지 | 비고 |
| ----------------- | ---------------------------- | ------ | ------ | ---- |
| 월령삼거리        | 지방도 제1132호선 (일주서로) | 제주시 | 한림읍 |      |
| 옹포사거리        | 한림상로 한림해안로          | 제주시 | 한림읍 |      |
| (교량 명칭 미상)  |                              | 제주시 | 한림읍 |      |
| (이름없음)        | 명랑로                       | 제주시 | 한림읍 |      |
| 한림교            |                              | 제주시 | 한림읍 |      |
| 한림항입구 교차로 | 한수풀로                     | 제주시 | 한림읍 |      |
| 용운삼거리        | 지방도 제1132호선 (일주서로) | 제주시 | 한림읍 |      |

## 주요 시설및 건물
- 세븐일레븐 제주금능삼거리점 (한림로 168/금능리 1763-1)
- CU 제주금능길점 (한림로 203/금능리 1298-1)
- GS25 한림금능점 (한림로 223/금능리 2088-54)
- CU 제주금능해변점 (한림로 242/금능리 1474-11)
- 한서치안센터 (한림로 252/협재리 2697-3)
- 한림공원 (한림로 300/협재리 2487)
- 세븐일레븐 제주협재돌집점 (한림로 318/협재리 2514-9)
- 스타벅스 제주협재점 (한림로 337/협재리 2445-1)
- GS25 협재해변점 (한림로 349/협재리 2447-1)
- 파리바게뜨 협재점 (한림로 368/협재리 1782-1)
- GS25 협재중앙점 (한림로 374/협재리 1886-1)
- 협재우체국 (한림로 402/협재리 1591-1)
- GS25 용포중앙점 (한림로 475/용포리 588-2)
- GS25 한림용포점 (한림로 494/용포리 559-1)
- 한림여자중학교 (한림로 604/한림리 1490)
- CU 한림오거리점 (한림로 626/한림리 1385-5)
- KT한림빌딩 (한림로 630/한림리 1386-6)
- 한림파출소 (한림로 651/한림리 1367-2)
- 배스킨라빈스 제주한림점 (한림로 660/한림리 1416)
- 제주은행 한림지점 (한림로 667/한림리 1218-1)
- 삼성디자인플라자 한림디지털전문점 (한림로 669/한림리 1220-1)
- 파리바게트 제주한림점 (한림로 672/한림리 1073)
- 새마을금고 북제주새마을금고 본점 (한림로 684/한림리 1303-4)
- GS25 제주한수풀점 (한림로 708/대림리 1812-9)
- CU 제주한림수점 (한림로 734/한수리 857-28)
- 수원초등학교 (한림로 822/대림리 1591)